# Makedonski Brod
Makedonski Brod (maced. Македонски Брод) – miasto w zachodniej Macedonii Północnej, nad Treską. Ośrodek administracyjny gminy Makedonski Brod. Liczba mieszkańców - 3.740 osób (99,6% Macedończyków) [2002].
Nazwa miasta pochodzi od istniejącego już w starożytności mostu nad Treską na drodze łączącej Prilep i Kičevo. Makedonski Brod jest głównym ośrodkiem regionu Poreče, leżącego między górami Karadžica, Suva Gora i Dautica.